# Kristina Walker
Kristina Walker (Coquitlam, 9 de maio de 1996) é uma remadora canadense.

## Carreira
Walker começou a remar quando ingressou na Universidade da Colúmbia Britânica em 2014.
Nos Jogos Olímpicos de Verão de 2024, em Paris, conquistou a medalha de prata na competição de oito com feminino, ao lado de Abigail Dent, Caileigh Filmer, Kasia Gruchalla-Wesierski, Maya Meschkuleit, Sydney Payne, Jessica Sevick, Avalon Wasteneys e Kristen Kit, com o tempo de 5:58.84.